# Nyköpings Segelsällskap
Nyköpings Segelsällskap (NYSS) är ett av Sveriges äldsta segelsällskap, bildat 1889. NYSS är även Nyköpings äldsta ideella förening. 

## Broken
Broken är Nyköpings Segelsällskaps klubbholme i Nyköpings Skärgård. Broken förvärvades av sällskapet 1962. 